# Zephronia macula
Zephronia enghoffi — вид двопарноногих багатоніжок родини Zephroniidae. Описаний у 2024 році.

## Поширення
Ендемік Таїланду. Поширений у провінції Сакео. Зразки зібраній серед гранітних скель у монастирі Тео Клонг Клунг та у вапняковій печері Пхет Пхо Тонг в окрузі Хлонгхат

## Опис
Z. macula відрізняється від Zephronia chantaburiensis комбінацією різних ознак, а саме: тергіт з темними або зеленувато-темними плямами, стегнова кістка ходильних ніг менш розширена, трохи довша ніж широка (у Z. chantaburiensis ширша ніж довша), щетинки ендотергума середньої частини тіла доходять до заднього краю, кришечка жіночої вульви не виступає і округла, а нерухомий відросток телоподитомера 2 переднього тілопода більш вигнутий і значно довший.